# Gedenktag des Warschauer Aufstands

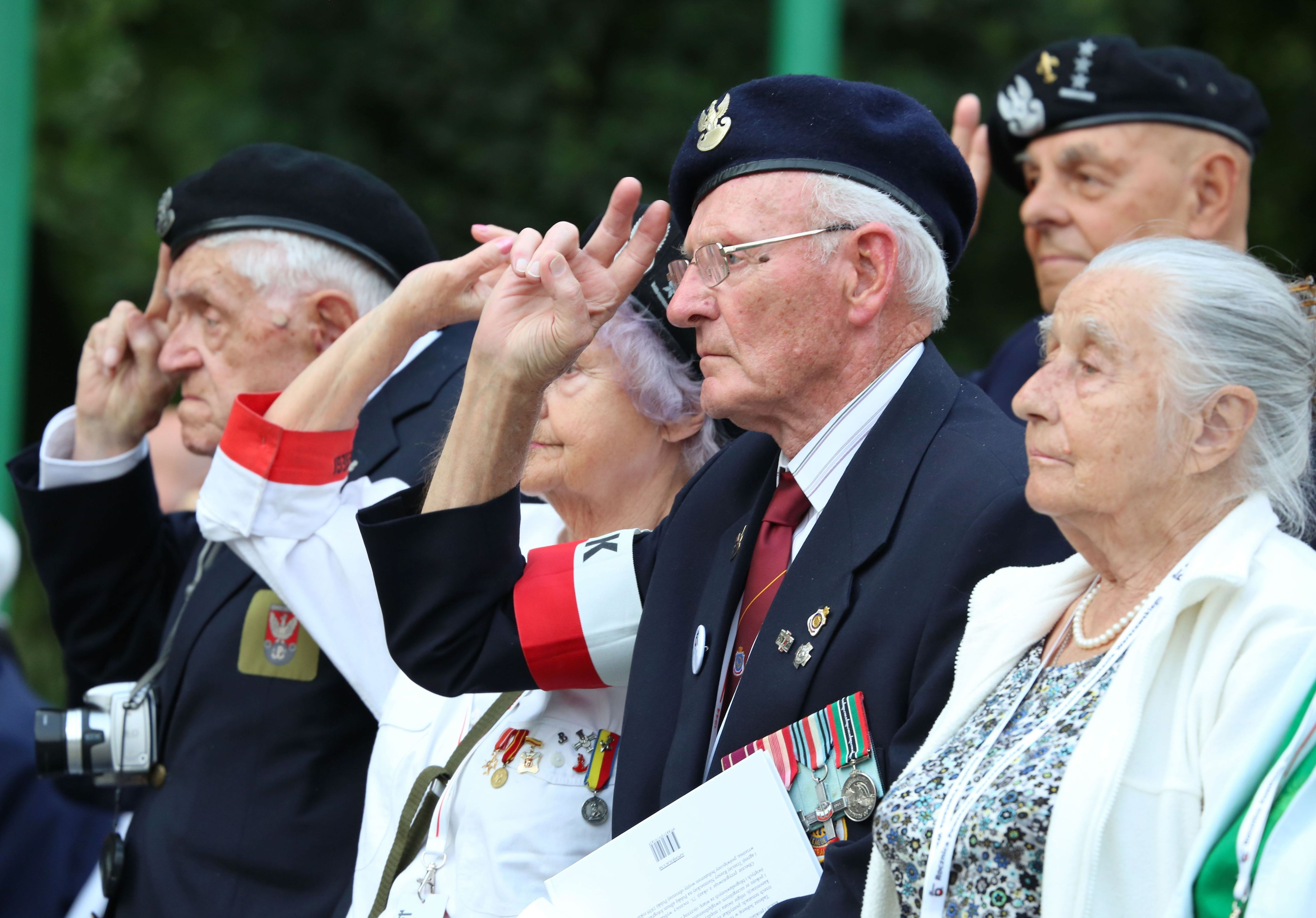
Veteraninnen und Veteranen der AK am 70 Jahrestag des Aufstandes, 2014

Der Gedenktag des Warschauer Aufstandes ist ein staatlicher Feiertag in Polen, der an den Beginn des Warschauer Aufstandes am 1. August 1944 erinnert. Bei der 63 Tage dauernden Erhebung der Armia Krajowa (Polnische Heimatarmee) gegen die deutsche Besatzungsmacht wurden Teile von Warschau zeitweise befreit. Bis zum 2. Oktober 1944 hatten die Deutsche Wehrmacht und Waffen-SS den Aufstand blutig niedergeschlagen und Warschau systematisch in Schutt und Asche gelegt. Im Verlauf der Kämpfe und nach der Kapitulation ermordeten die deutschen Besatzungstruppen direkt und als Vergeltung rund 15.000 polnische Widerstandskämpfer und zirka 150.000 bis 225.000 Zivilisten.
Der Gedenktag an den Warschauer Aufstand ist ein wichtiger Teil des polnischen Nationalbewusstsein. Insgesamt kamen zwischen fünf und sechs Millionen polnische Staatsbürger und damit 15–17 Prozent der gesamten Bevölkerung des Landes durch den von Deutschland verantworteten Krieg, Terror und Völkermord ums Leben.

## Geschichte des Gedenkens

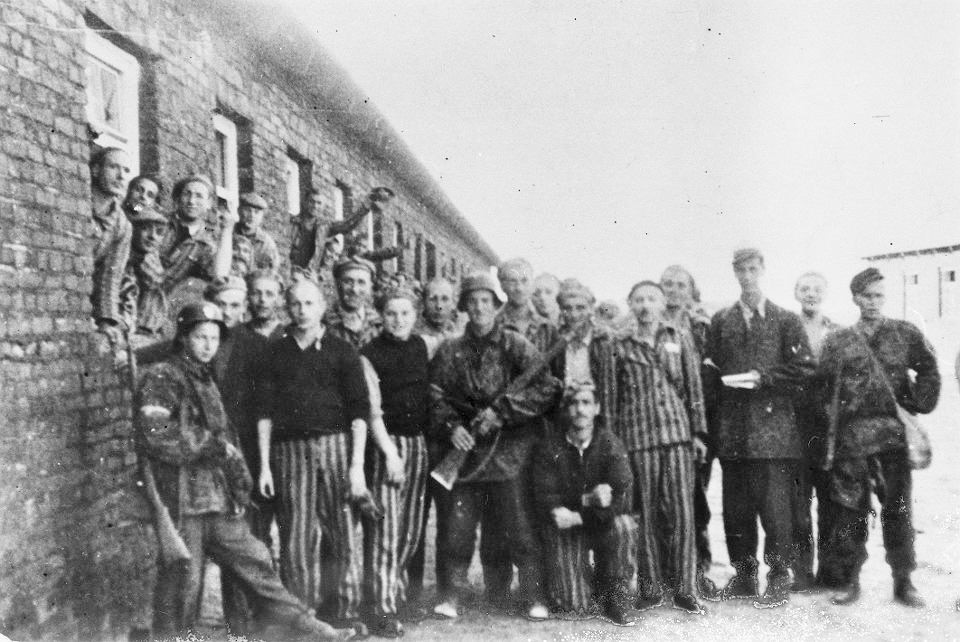
Jüdische Gefangene des Gęsiówka-Lagers nach ihrer Befreiung durch polnische Heimatarmee-Einheiten am 5. August 1944

Den Veteranen und Gefallenen des Warschauer Aufstandes durfte im Nachkriegs-Polen auf Anordnung der Sowjetunion nicht gedacht werden. Im privaten Rahmen gab es teilweise Gedenkfeierlichkeiten. Der Historiker Krzysztof Ruchniewicz verweist darauf, dass es erst mit Aufkommen der oppositionellen Solidarność-Bewegung 1980 einen Zugang zur „verbotenen Literatur“ gegeben habe; Literatur, die sich eingehend mit dem Warschauer Aufstand befasst. Auf diese Weise habe die polnische Gesellschaft eine andere Seite der Geschichte kennengelernt. Erst 1989 wurde auf dem Warschauer Krasiński-Platz ein Denkmal für den Aufstand eingeweiht.

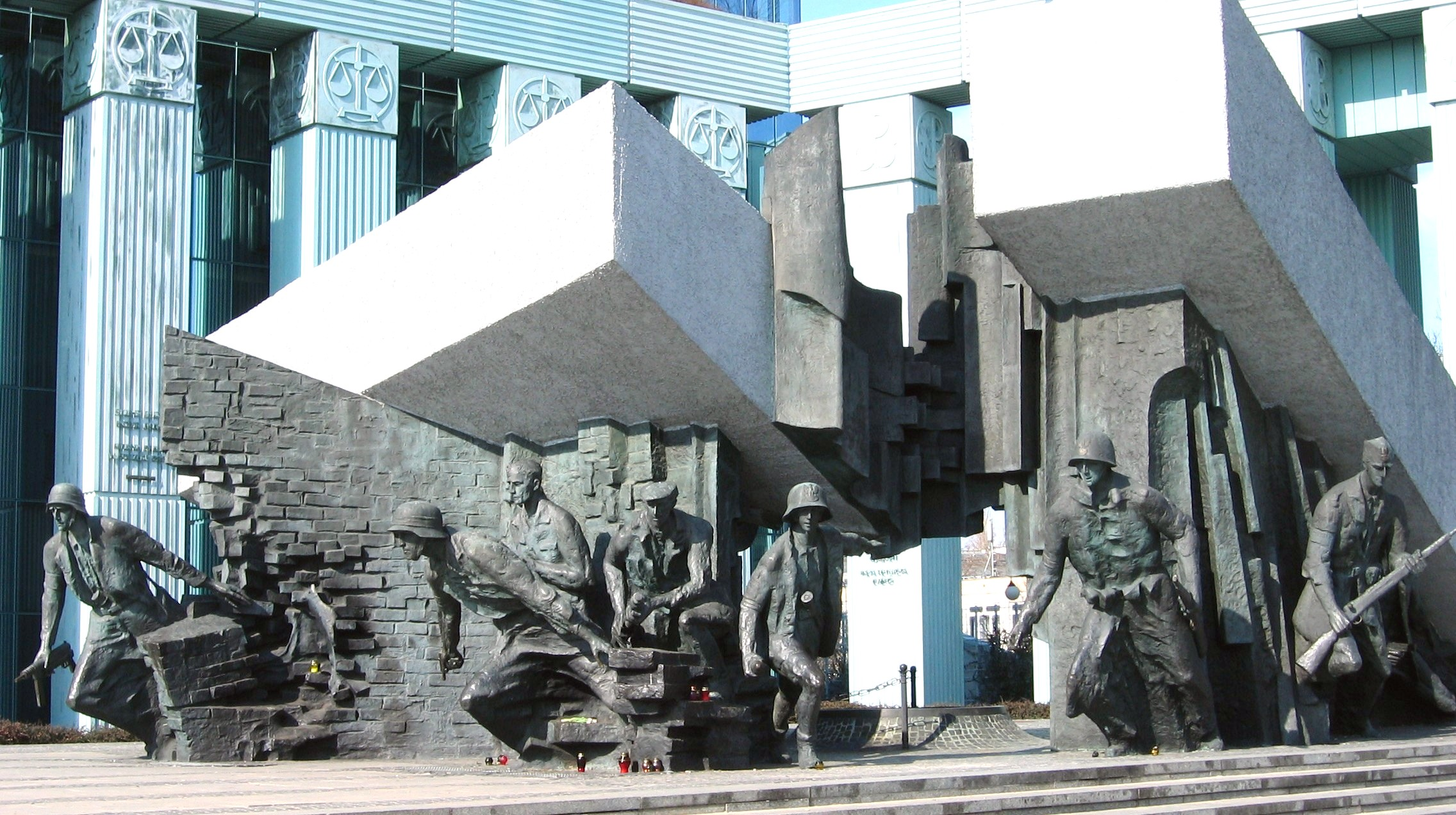
Denkmal des Aufstandes in Warschau

Der Feiertag am 1. August wurde durch ein Gesetz vom 9. Oktober 2009 zum Nationalen Gedenktag des Warschauer Aufstands festgelegt. Das Gesetz war auf Initiative des damaligen Präsidenten Lech Kaczyński (PiS) eingebracht worden und wurde mit großer Mehrheit angenommen.
Der Historiker Krzysztof Ruchniewicz konstatiert, dass der Warschauer Aufstand im Nachkriegsdeutschland zunächst keine große Rolle gespielt habe. Allerdings sei in Polen sehr genau registriert worden, wie man in der Bundesrepublik mit den Hauptverantwortlichen umgegangen sei. Weder der SS-General Erich von dem Bach-Zelewski, der die Niederschlagung des Aufstandes befehligte, sei dafür nach dem Krieg angeklagt, noch Heinz Reinefarth, ein weiterer SS-Kommandeur, der den Befehl zur Ermordung von Zehntausenden Zivilisten im Warschauer Viertel Wola gab, sei dafür zur Rechenschaft gezogen worden. Reinefarth machte in der Bundesrepublik später politische Karriere und war Landtagsabgeordneter in Schleswig-Holstein.

## Gedenkfeier
Am 1. August eines jeden Jahres erinnert der Polnische Staat mit Gedenkfeiern an den Aufstand und seine Opfer. Nachmittags gibt es in ganz Polen eine Schweigeminute. Landesweit läuten die Kirchenglocken und es heulen die Sirenen des Katastrophenschutzes.
1994 nahm Bundespräsident Roman Herzog und 2004 Bundeskanzler Gerhard Schröder als Redner teil.
Zum 75. Jahrestages des Aufstandes 2019 nahm Bundesaußenminister Heiko Maas an der Gedenkfeier teil. Sein damaliger polnischer Amtskollege Jacek Czaputowicz griff bei der Feier die Initiative von Bundestagsabgeordneten für ein Berliner Mahnmal im Gedenken an die polnischen Kriegsopfer auf und begrüßte diese.
2023 rief die polnische Führung das Land am Gedenktag zu Einigkeit und Wehrhaftigkeit auf. Präsident Andrzej Duda sagte bei einer Veranstaltung, Polen müsse in einem Zustand sein, „dass es sich nicht verteidigen muss, weil es so stark ist, dass niemand es anzugreifen wagt“.